# Femme Fatale (Britney Spears-album)
|  | For andre betydninger, se Femme fatale (flertydig) |
Femme Fatale er det syvende studiealbum af den amerikanske popsangerinde Britney Spears, der blev udgivet den 25. marts 2011 på Jive Records. Det var hendes sidste album på selskabet Jive, efter det lukkede i oktober 2011. Spears påbegyndte arbejdet med albummet under den anden del af turnéen The Circus Starring Britney Spears, samtidig med hendes andet opsamlingsalbum. Hun forklarede at hun "ville lave et heftigt dancealbum hvor hver sang vil få dig til at rejse dig op og bevæge din krop på en anderledes måde", og beskrev det senere som hendes bedste album til dato, og et "frisk lydende" album til klubberne. I modsætning til hendes tidligere album, inkorporerer musikken pop og dance-stilarter med elementer af dubstep, techno, trance.
Forskellige producere og sangskrivere bidrog til produktionen af albummet, heriblandt Spears' mangeårige samarbejdspartner Max Martin, samt Dr. Luke, William Orbit, Fraser T. Smith, Rodney Jerkins, will.i.am, og StarGate. Sammen med Dr. Luke, skrev Max Martin adskillede sange, heriblandt "Hold It Against Me", et nummer der oprindeligt var tiltænkt Katy Perry, men som de senere besluttede sig for "absolut ikke var et Katy Perry nummer." Der blev lavet adskillige samarbejder med anerkendte artister under promoveringen af albummet, herunder Kesha, Nicki Minaj, Travis Barker, og Rihanna.
Ved udgivelsen modtog Femme Fatale overvejende gode anmeldelser fra musikkritikere, som komplimenterede dets produktion og dance-pop-lyd, men noterede sig Spears' angivelige mangel på involvering og over-processerede vokaler. Nogle kritikere følte ikke at Spears' personlighed skinnede igennem på albummet. Sanger og sangskriver Ryan Tedder forsvarede hende, og henviste til Frank Sinatra og Garth Brooks der ikke skrev de fleste af deres egne sange, men var store artister. Femme Fatale debuterede på toppen af hitlisterne i Australien, Brasilien, Canada, Mexico, Rusland, Sydkorea og USA, og kom i top 10 i 24 lande. I USA blev albummets hendes sjette nummer ét-album, og har solgt over 769.000 eksemplarer.
Fire officielle singler blev udgivet fra albummet. "Hold It Against Me" opnåede en førsteplads i USA, mens "Till the World Ends" og "I Wanna Go" blev internationale hits, og opnåede top 10-placeringer i USA. Femme Fatale var dermed Spears' første album til at afføde tre top 10 hits i USA. Albummets fjerde single "Criminal", blev et moderat hit med top-20 placeringer i fem lande. Dog opnåede singlen en førsteplads i Brasilien. Som et led i promoveringen af Femme Fatale, optrådte Spears' i en række tv-udsendelser, og påbegyndte Femme Fatale Tour i 2011. Joe Jonas, Nicki Minaj og Nervo spillede som opvarmningsnavne til de fleste koncerter.

## Singler
"Hold It Against Me" blev udgivet som første single fra albummet. Efter en demoversion fremført af sangskriveren Bonnie McKee blev lækket, havde den færdige udgave premiere den 10. januar 2011. Den blev udgivet til download den samme dag. De fleste musikkritikere roste sangen, selvom nogle kritiserede sangens tekst. "Hold It Against Me" debuterede som #1 i Canada, Belgium (Vallonien), Danmark, New Zealand, såvel som på den amerikanske Billboard Hot 100, hvor sangen blev hendes fjerde #1-hit, ligesom placeringen gjorde Spears til den anden artist i historien, efter Mariah Carey, som har haft flere singler til at debutere som #1. Sangens musikvideo følger Spears, der som popstjerne fra rummet forsøger at blive berømt på Jorden. Her bryder hun sammen under det pres en berømthed udsættes for. "Till the World Ends" blev bekræftet som anden single fra albummet. Sangen, der bl.a. er skrevet af amerikanske Kesha, havde premiere den 4. marts 2011.

## Spor
| #   | Titel                                    | Sangskriver(e)                                                                             | Producer(e)                          | Længde |
| --- | ---------------------------------------- | ------------------------------------------------------------------------------------------ | ------------------------------------ | ------ |
| 1.  | "Till the World Ends"                    | Lukasz Gottwald, Alexander Kronlund, Max Martin, Kesha Sebert                              | Dr. Luke, Max Martin, Billboard      | 3:57   |
| 2.  | "Hold It Against Me"                     | Martin, Gottwald, Mathieu Jomphe, Bonnie McKee                                             | Dr. Luke, Max Martin, Billboard      | 3:49   |
| 3.  | "Inside Out"                             | Gottwald, Jacob Kasher Hindlin, Jomphe, Martin, McKee                                      | Dr. Luke, Max Martin, Billboard      |        |
| 4.  | "I Wanna Go"                             | Shellback, Martin, Savan Kotecha                                                           | Max Martin, Shellback                |        |
| 5.  | "How I Roll"                             | Christian Karlsson, Henrik Jonback, Magnus Lidehäll, Pontus Winnberg, McKee, Nicole Morier | Bloodshy, Henrik Jonback, Magnus     |        |
| 6.  | "(Drop Dead) Beautiful" (featuring Sabi) | Jeremy Coleman, Joshua Coleman, Ester Dean, Jomphe, Benjamin Levin                         | Benny Blanco, Ammo, JMIKE, Billboard |        |
| 7.  | "Seal It with a Kiss"                    | Gottwald, Martin, McKee, Henry Walter                                                      | Dr. Luke, Max Martin, Dream Machine  |        |
| 8.  | "Big Fat Bass" (featuring will.i.am)     | will.i.am                                                                                  | will.i.am                            |        |
| 9.  | "Trouble for Me"                         | Fraser T. Smith, Heather Bright, Livvi Franc                                               | Fraser T. Smith                      |        |
| 10. | "Trip to Your Heart"                     | Karlsson, Jonback, Lidehäll, Winnberg, Morier, Sophie Stern                                | Bloodshy, Henrik Jonback, Magnus     |        |
| 11. | "Gasoline"                               | Gottwald, Claude Kelly, Levin, McKee, Emily Wright                                         | Dr. Luke, Benny Blanco               |        |
| 12. | "Criminal"                               | Shellback, Martin, Tiffany Amber                                                           | Max Martin, Shellback                |        |

| 13. | "Up n' Down"            | Shellback, Martin, Kotecha                                              | Max Martin, Shellback, Oligee |  |
| 14. | "He About to Lose Me"   | Rodney Jerkins, Ina Wroldsen                                            | Rodney "Darkchild" Jerkins    |  |
| 15. | "Selfish"               | Dean, Mikkel S. Eriksen, Tor Erik. Hermansen, Sandy Wilhelm, Traci Hale | Stargate, Sandy Vee           |  |
| 16. | "Don't Keep Me Waiting" | Jerkins, Michaela Shiloh, Thomas Lumpkins                               | Rodney "Darkchild" Jerkins    |  |

| 17. | "Scary" | Spears, Smith, Kasia Livingston | Fraser T. Smith |  |

## Udgivelsesdato
| Land           | Dato           | Format               | Pladeselskab | Udgaver                       |
| -------------- | -------------- | -------------------- | ------------ | ----------------------------- |
| Danmark        | 25. marts 2011 | CD                   | Sony Music   | Standard, Deluxe (med duft)   |
| Norge          | 25. marts 2011 | CD                   | Sony Music   |                               |
| Australien     | 25. marts 2011 | CD                   | Sony Music   |                               |
| Holland        | 25. marts 2011 | CD                   | Sony Music   | Deluxe                        |
| Grækenland     | 28. marts 2011 | CD, digital download | Sony Music   |                               |
| Mexico         | 28. marts 2011 | CD                   | Sony Music   | Deluxe, Premium Fan           |
| Storbritannien | 28. marts 2011 | CD                   | RCA Records  | Standard, Deluxe (med duft)   |
| USA            | 29. marts 2011 | CD, digital download | Jive Records | Standard, Deluxe, Premium Fan |